# دوگانه‌انگاری
دوگانه‌انگاری، دوگانه‌گرایی (به انگلیسی: dualism) نگرشی فکری است که مفاهیم را به وسیلهٔ کنار هم گذاشتن معانی مکمل و متضاد (اعم از فرهنگی، فلسفی یا طبیعی) در رابطه‌ای ثابت یا متغیر تعبیر می‌کند و به عنوان مکانیزمی برای دریافت حسی و تشریح عملکرد جهان کاربرد دارد.

## تعریف
دوگانه‌انگاری در تاریخ اندیشه کاربردهای مختلفی دارد. به‌طور کلی، این ایده است که، برای برخی از حوزه‌های خاص، دو نوع اساسی یا دسته‌بندی چیزها یا اصول وجود دارد.

## تاریخچه
غالب موضوعاتی که در آنها اصطلاح دوگانه‌انگاری به کار می‌رود در قلمرو تاریخ ادیان و فلسفه است. به نظر می‌رسد توماس هاید (۱۶۳۶–۱۷۰۳ میلادی) برای نخستین بار در سال ۱۷۰۰ اصطلاح «دوآلیست» (dualistae) را در اشاره به دین پارسیان باستان به کار برد تا انسان‌هایی که به نظرشان خدا و شیطان دو اصل ازلی‌اند، را توصیف کند. این اصطلاح را بعداً به همین معنا، پیر بل (۱۶۴۷–۱۷۰۶ میلادی) و لایب نیتس (۱۶۴۶–۱۷۱۶ میلادی) به کار می‌برند.
کریستیان ولف (۱۶۷۹–۱۷۵۴ میلادی) در مرحلهٔ اول این اصطلاح را در حق فیلسوفانی به کار برد که بدن و نفس را به عنوان دو جوهر متمایز در نظر می‌گرفتند: «دوآلیست‌ها کسانی هستند که وجود جوهر مادی و غیرمادی را می‌پذیرند.» بیشتر فیلسوفان این کلمه را به معنایی که ولف در نظر داشت به کار می‌بردند، در حالی که بیشتر مورخان ادیان معنایی از دوگانه‌انگاری را که در نظر توماس هاید بود حفظ کرده‌اند.
واژهٔ دوگانه‌انگاری (دوآلیسم) سپس دو معنای اساسی پیدا کرد: دینی و فلسفی

## تقسیم‌بندی
روشهای مختلفی برای تقسیم انواع دوگانگی وجود دارد:
در معنای دینی، دوگانه‌انگاری را به قصد توصیف ادیانی چون مزدیسنا منسوب به اوستای متأخر و متون پهلوی به کار می‌برند.
در معنای فلسفی، برای اشاره به فلسفه‌ای به کار می‌رود که جسم و روح دو جوهر متمایز دانسته می‌شود مانند دوگانه‌انگاری دکارتی. باید توجه داشت که در اینجا آموزه‌های بسیار متفاوتی وجود دارد که ممکن است حتی به استنباط نتایج متناقض هم بینجامد. مثلاً دوگانه‌انگاری ذهن و بدن (یا روح و ماده) ممکن است به انکار وجود روح مطلقاً شر (شیطان) و حتی انکار اصل شر منجر شود.
همچنین دوگانگی را می‌توان بر اساس هستی‌شناسی (Ontology) (دوگانه‌انگاری ذهن و بدن، دوگانه‌انگاری ویژگی‌ها، دوگانه‌انگاری توصیفی) و اثر متقابل (Interaction) (تعامل‌گرایی، همایندگرایی، دوگانه‌انگاری موازی) تقسیم‌بندی کرد.

## دینی

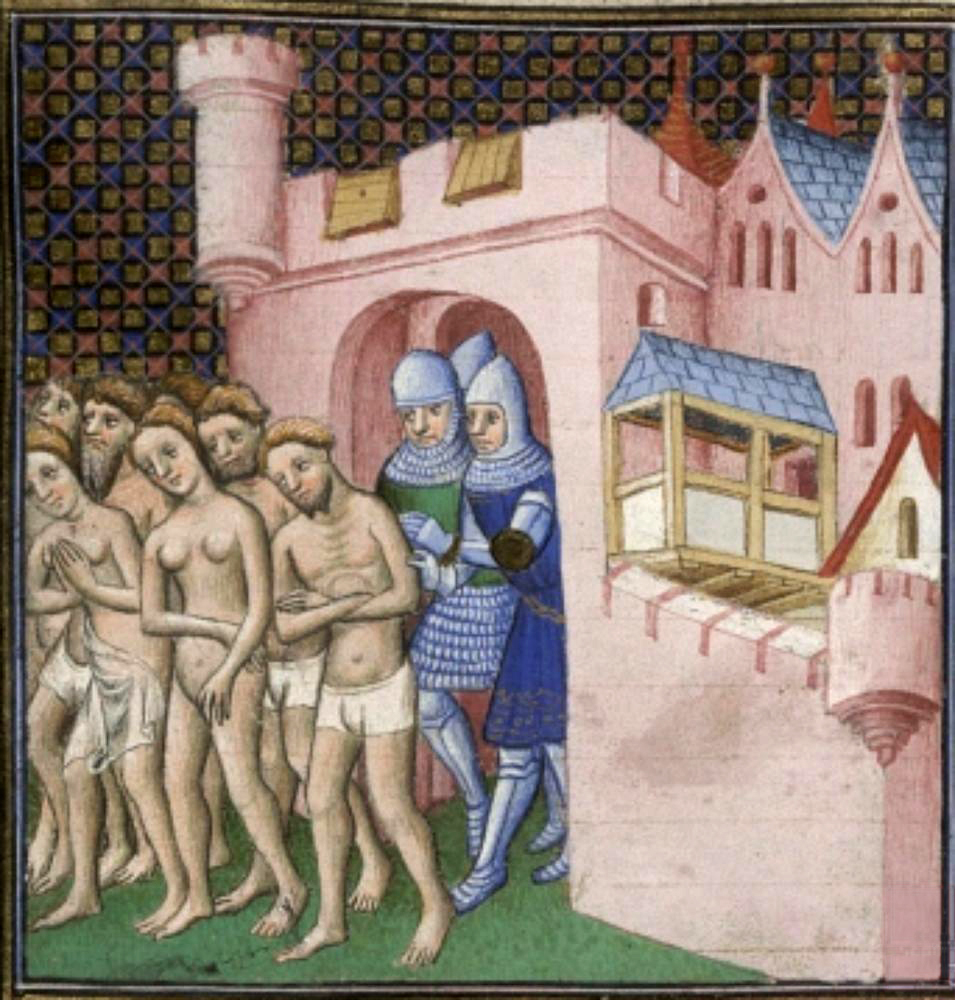
اخراج کاتاریسم‌ها از کارکاسون فرانسه در سال ۱۲۰۹ میلادی

در الهیات، ثنویت به معنای باور به این است که خیر و شر — یا خدا و شیطان — نیروهایی مستقل از یکدیگر و تا حدی برابر هستند. دوگانه‌انگاری با یگانه‌انگاری (باور به موجودیت تنها یک نیرو) و تا حدی با تکثرگرایی (باور به موجود چند نوع نیرو) در تضاد است. هر دوگانگی، قطبیت و چندگانگی ثنویت به‌شمار نمی‌آید، بلکه بنا بر تعریف، تنها آنهایی را می‌توان ثنوی دانست که بیانگر دوگانگی اصول علّی باشند. از این‌رو، هر زوج یا جفت متقابل در باورهای دینی مردمان را نمی‌توان ثنویت به مفهوم پدیدارشناسانهٔ آن دانست، مگر آنکه آن دو، بن‌ها یا علت‌های عالم و به وجود آورندگان آن باشند. درواقع، در جایی که پرسش از کیهان‌زایی و آفرینش جهان و انسان در میان نیست، نمی‌توان از ثنویت سخن گفت. به این ترتیب، یک دوگانه‌گرایی اخلاقی صرف را که مبتنی بر تقابل خیر و شر، یا نیکی و بدی است، یا دوگانه‌گرایی‌های فلسفی مبتنی بر تمایز روح و جسم، یا ذهن و ماده، و… را ــ که در بسیاری از موارد از باورهای دینی به فلسفه راه یافته‌اند ــ نمی‌توان ثنویت به معنای دینی ـ تاریخی یا پدیدارشناسانهٔ آن به‌شمار آورد. در پدیدارشناسی تاریخی دین، دوگانه گرایی لزوماً با توحید، مشرک یا توحید مخالف نیست. برخی دین‌پژوهان ثنویت را مقولهٔ دینی جداگانه‌ای نسبت به یگانه‌پرستی در نظر نمی‌گیرند، زیرا به اعتقاد آنان رابطهٔ ثنویت با یگانه‌پرستی بسیار نزدیک است. آنان بر این باورند که یگانه‌پرستی، با تأکید خود بر توانایی کیهانی یک وجود الٰهی، بسیار بیش از چندگانه‌پرستی ناگزیر از یافتن پاسخی برای مسئلهٔ شرور است. از این‌رو، در غالب موارد در جهان‌بینی‌های توحیدی این مشکل از طریق قرار دادن شر در جایی در میانهٔ فاصلهٔ میان خداوند تا کیهان پاسخ داده می‌شود. به این ترتیب، هر یگانه‌پرستی‌ای جنبه‌ای ثنوی در خود دارد و هر ثنویتی با کوشش خود در جهت قرار دادن شر در جایی پایین‌تر از خدای متعالی، درواقع نوعی یگانه‌پرستی است.

### انواع ثنویت دینی
1. ثنویت بنیادین یا مطلق، دو اصل یا دو بن متقابل با یکدیگر برابر و هر دو ازلی‌اند، فارغ از آنکه سرنوشت نهایی هرکدام از آنها چیست. (مزدیسنا در دوره ساسانی، آیین مانوی) و ثنویت غیر بنیادین یا معتدل، تنها یک اصل آغازین و ازلی وجود دارد و اصل دیگر به شکلی از آن اشتقاق می‌یابد. بسیاری از سیستم‌های عرفانی نمونه‌هایی از دوگانگی معتدل هستند، بوگومیل و گنوسیسم)[۱۲]
2. ثنویت تقابلی یا جدلی، دو نیرو از ازل تا ابد، دست در کار امور عالم هستند، (تائوئیسم در چین) و ثنویت فرجام‌شناسانه، از بین رفتن نیروی شر در پایان کار عالم، مزدیسنا، آیین مانوی، آیین مانوی و گنوسیسم، عرفان و کاتاریسم)[۱۳]
3. ثنویت کیهانی (cosmic dualism)، آفرینش (anticosmic dualism) از بنیاد سراسر خیر و نیکی است و شر همچون عاملی بیرونی به آن وارد می‌شود (مزدیسنا) و ثنویت غیرکیهانی، عالم از بنیاد پلید است و باید از آن دوری جست، بوگومیل، گنوسیسم، عرفان، کاتاریسم، جهان‌بینی اورفئوسی و اشکال خاصی از هندوئیسم نمونه‌هایی از ثنویت غیرکیهانی هستند.[۱۴][۱۵]

### ثنویت در فرهنگ‌های گوناگون
ثنویت ایرانی
ثنویت گاهانی جلوه‌های دوگانه توحید را می‌توان در کهن‌ترین بخش اوستا، یعنی گاهان زرتشت یافت پورداوود در این باره نوشته است در «گات‌ها از منازعات اهورامزدا و اهریمن و جنگ و ستیز دائمی مابین این دو که مایهٔ آن همه بحث و مجادله گردید، هیچ سخنی نرفته‌است. زرتشت اهورامزدا را سرچشمهٔ آفرینش می‌داند و در مقابل او، آفریدگار یا فاعل شری وجود ندارد. انگره مینو یا خرد خبیث که بعدها به مرور ایام تبدیل به اهریمن گردید و زشتی‌های جهان از قبلِ اوست در مقابل اهورامزدا نیست بلکه در مقابل سپنت مینو یا خرد مقدس است.» در گاهان اهورامزدا به عنوان خدایی آفریننده در رأس قرار دارد و سپنته مینیو و انگره مینیو در تقابل با یکدیگر، در مرتبه‌ای پایین‌تر از او قرار می‌گیرند. در گاهان که بیش از دیگر بخش‌های آن بیانگر باورها و آموزه‌های زردشت است ــ اهورامزدا خدای متعالی، خردمند و توانایی است که همهٔ اجزاء هستی، خورشید و ماه، زمین و آسمان، تاریکی و روشنایی، خواب و بیداری، اوقات مختلف روز، آب، گیاه و انسان را آفریده‌است (بند سوم تا هفتم از هات چهل و چهار یسنا‏). اما در بخش دیگری از گاهان، در مرتبه‌ای پایین‌تر از اهورامزدا، به وجود دو مینوی همزاد اشاره می‌شود که در انتخابی سرنوشت‌ساز یکی از آنان راستی یا اشه را برگزید و زندگی را به وجود آورد، و دیگری ناراستی یا دروج را برگزید و نا زندگی را بنیان گذاشت (بند سوم از هات سی‌ام یسنا). از این دو مینو، آنکه راستی را برگزید سپنته مینیو (مینوی فزونی بخش یا مقدس) نام دارد که در بخش‌های دیگر، اهورامزدا پدر او خوانده می‌شود و از میانجی بودن او در آفرینش اهورامزدا سخن به میان می‌آید (یسنه، ۴۴: ۷؛ ۴۷: ۳). مینوی دیگر نیز که ناراستی را برگزید، انگره مینیو (مینوی ستیهنده/ویرانگر) یا اهریمن است که نا زندگی یا مرگ را به هستی می‌آورد، با دستیاران خود در آفرینش نیک اهورامزدا تباهی ایجاد می‌کند و گناه و پلیدی را می‌پراکند (یسنه، ۳۰: ۵–۶؛ ۳۲: ۳–۵، ۱۰–۱۲). برخی محققان به مانند گراردو نیولی با در کنار هم نهادن اشاره به پدری اهورامزدا برای سپنته مینیو، و همزاد خوانده شدن دو مینوی متقابل، اهورامزدا را پدر و خاستگاه هر دو مینو دانسته‌اند. آنان با تأکید بر اینکه ثنویت مطرح شده در گاهان صرفاً ثنویتی اخلاقی و فلسفی است، همزاد بودن دو مینو را به معنی برابری و یکسانی طبیعت آن دو گرفته‌اند و بر اهمیت انتخاب در گاهان پای فشرده‌اند. به باور آنان، تنها به واسطهٔ انتخاب راستی بود که سپنته مینیو به راستی گروید و با انتخاب دروج، انگره مینیو به ناراستی و پلیدی روی آورد. برخلاف این، برخی دیگر از پژوهشگران از جمله هوگو بیانکی، مری بویس با تأکید بر ثنویت گاهانی به عنوان ثنویتی هستی شناختی و کیهانی، موضوع خاستگاه مشترک این دو مینو را نپذیرفته‌اند و همزاد بودن آنان را تنها بیانی از تقارن، برابری و تضاد آنان از نظر توانایی و جهت‌گیری به‌شمار آورده‌اند و بر این مبنا، انتخاب ازلی هریک از آنان را برخاسته از طبیعت متمایل به راستی، یا متمایل به‌بدی هریک از آنها دانسته‌اند. زرتشت مسئلهٔ نیکی و بدی را از دیدگاه فلسفی بدین صورت بیان می‌کند که خلقت جهان توسط خداوند انجام می‌یابد اما دو مینوی یا دو اصل وجود دارند که از خواص ذهن آدمی هستند. او می‌گوید این دو بنیاد زادهٔ اندیشهٔ آدمی هستند و هر یک بر اندیشه و گفتار و کردار انسان اثرگذار هستند.
ثنویت آیین زروانی
این دین به مرکزیت خدای زمان زُروان است که به گفته زروانیان، اهورامزدا و اهریمن، دو برادر همزاد، از او به وجود آمده‌اند. آیین زروانی گونه‌ای یکتاپرستی‌است.
ثنویت متون پهلوی
در مزدیسنا در دوره ساسانی، اهورامزدا و اهریمن در مرتبه‌ای مشابه در مقابل هم قرار می‌گیرند.
ثنویت آیین مانوی
بنا بر اسطورهٔ آفرینش مانوی، پیدایش جهان نتیجهٔ تقابل دو اصل، یا دو بُن نور و تاریکی است که هر دو ازلی و قادرند. مانی در موضوع باطن دین خود نزدیکی چندانی با آراء دینی ایرانی ندارد. تنها از برخی نام‌ها و اصطلاحات ایرانی سود جسته‌است، اما می‌توان به موضوع دوبُن نگری موجود در باور مانی مرجعی ایرانی داد. ولی در اعتقاد به اصل جهان بینی و انسان‌شناسی، وجه شباهت‌ها میان عقاید ایرانی و زرتشتی با آراء مانوی به کمترین می‌رسد. مهمترین اختلاف دو دین در موضوع هستی و ماده است، در باور زرتشتی هستی و ماده سراسر نیک است و این نیستی و عدم است که اهریمنی قلمداد می‌شود. درحالی که در باور مانی، هستی و ماده سراسر تاریکی و رنج است و تلاش آدمی، رهایی از بند ماده است. این نگاه مانی سمت و سوی مسیحی و به طورکلی متعلق به جهان‌بینی غربی است.
ثنویت گنوسی
آیین گنوسی شالودهای هلنی- یهودی دارد. گنوس در واژه به معنای «معرفت» است، گنوستیسیزم یا مکتب اصالت عرفان عنوان کلی است که بر مجموعه عقاید و اندیشه‌هایی گفته می‌شد که پیروان این اندیشه‌ها، برای رسیدن به حقیقت و رهایی از مادیات به نوعی شناخت شهودی و شرقی اعتقاد داشته‌اند، این مکاتب و مذاهب این دانش و عرفان را شرطی لازم برای نجات نهایی می‌دانستند. تز اصلی همهی مکتب‌های گنوستیک این است، «خداوند در جهان، شر و بدی را نیافرید.» گنوسیزم معتقد به ثنویت است و در کنار آن به خدای ناشناخته ایمان دارد. گنوستیکها عالم ماده را سراسر ظلمت و عالم روح را سراسر نور می‌دانستند.
مرقیونیه یا پیروان مرقیون
در سال ۱۴۴ میلادی در رم زندگی می‌کرد. آنان از نظر کلیسا بدعت‌گذار به‌شمار می‌آمدند، مرقیونیه عالم را یکسره بر ساخته و آفریدهٔ خدای عهد قدیم می‌دانستند که هیچ رابطه و پیوندی با خدای متعالی و نیک عهد جدید ندارد و خود خدایی خشن، سخت‌گیر و تندخو ست. آنان خدای عهد قدیم را «دمیورگ» می‌خواندند و او را «خدای عادل» می‌دانستند که با «خدای نیک» و سراسر عشق عهد جدید، که کوچک‌ترین رابطه‌ای با مخلوقات این عالم ندارد، به کلی متفاوت است.
دیصانیه یا پیروان ابن دیصان
در قرن سوم میلادی در سوریه زندگی می‌کرد. ابن دیصان طریقتی نو در مسیحیت بنیاد نهاد که بر دو اصل نور و تاریکی گرایش داشت. وی نور را دارای اختیار در رساندن خیر می‌دانست و تاریکی را مجبور به شر. او همچنین به وجود چند عنصر در جهت‌های جغرافیایی گوناگون باور داشت؛ نور در شرق، باد در غرب، آب در شمال و آتش در جنوب.
ثنویت یونانی
جهان‌بینی اورفئوسی
ثنویت مصر باستان
تقابل مابین خدای آفریننده رع و با مار اژدهای بزرگ تاریکی یا آپوفیس و همچنین تقابل ازیریس (خدای باروری و حاصلخیزی) با ست (خدای سترونی و خشکی)
ثنویت چینی

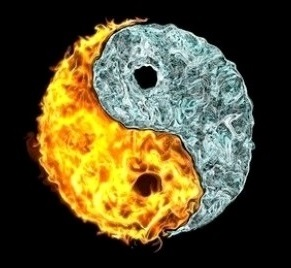
نماد فلسفه یین و یانگ

یین و یانگ، ین و یانگ به ترتیب نام اصل‌ها یا نیروهای مکمل مادینه و نرینهٔ جهان در فلسفهٔ ذن و تائوئیسم است که همهٔ وجوه زندگی را در بر می‌گیرد. یین در لغت به معنای سمت سایه گرفتهٔ تپه است و یانگ سمت آفتاب‌رو. یین معمولاً مترادف زمین شمرده می‌شود که تاریک و سرد است و هر چیز بدی به آن نسبت داده می‌شود و یانگ مترادف آسمان است و روشن و گرم و خوب شمرده می‌شود.
ثنویت هندی
تقابل میان برهمن و آتمن و همچنین سامخیا و بهگود گیتا
ثنویت در فرهنگ‌های ابتدایی
کایوتی (اساطیر) در سرخپوستان آمریکای شمالی

## دوگانه‌انگاری فلسفی، هستی‌شناسی

### دوگانه‌انگاری ذهن و بدن
مسئله ذهن و بدن سؤالی است در ربط با این موضوع که رابطه بین ذهن و بدن چیست؟ یا به عبارت دیگر، رابطه میان خواص ذهنی و خواص فیزیکی چیست؟ انسان‌ها (حداقل در ظاهر) دو نوع خواص دارند، خواص فیزیکی و خواص ذهنی. خواص فیزیکی شامل وزن، شکل، رنگ و احساسات از طریق فضا و زمان است و از جمله خواص ذهنی هوشیاری (چون تجربه ادراکی، تجربه احساسی و…) و توجهات (چون امیال، باورها و…) است. خواص فیزیکی را همه می‌توانند ببینید اما خواص ذهنی چنین نیستند. شاید کسی بتواند از روی ظاهر کسی پی ببرد که او در رنج است، اما فقط خود شخص است که رنج را احساس می‌کند. از یک دیدگاه دوگانه‌انگارانه، خواص فیزیکی و ذهنی هر دو موجودیت دارند و یکی را نمی‌شود در دیگری مخلوط کرد.
در فلسفه ذهن، دوگانه‌انگاری بر این دلالت دارد که ذهن و بدن از برخی جهات، چیزهایی هستند که کاملاً با هم تفاوت دارند. چندین نظریه کاملاً متفاوت را دربرمی‌گیرد، اما همگی آنها در این نکته موافقند که سرشت ذاتی هوش آگاه، چیزی غیر فیزیکی است، امری که تا ابد، خارج از حوزهٔ علومی مانند فیزیک، نوروفیزیولوژی و علوم کامپیوتر می‌ماند. در عصر اخیر شعبه‌های دیگری از دل دوگانه‌گرایی پدید آمده‌اند مانند: «دوگانه‌گرایی وصفی» یا خاصه‌ای که تنها به وجود یک جوهر یا همان یگانه‌انگاری غیر تحویلی قائل است اما معتقد است که جوهر فیزیکی دو نوع ویژگی دارد: ذهنی و فیزیکی.

### تاریخچه

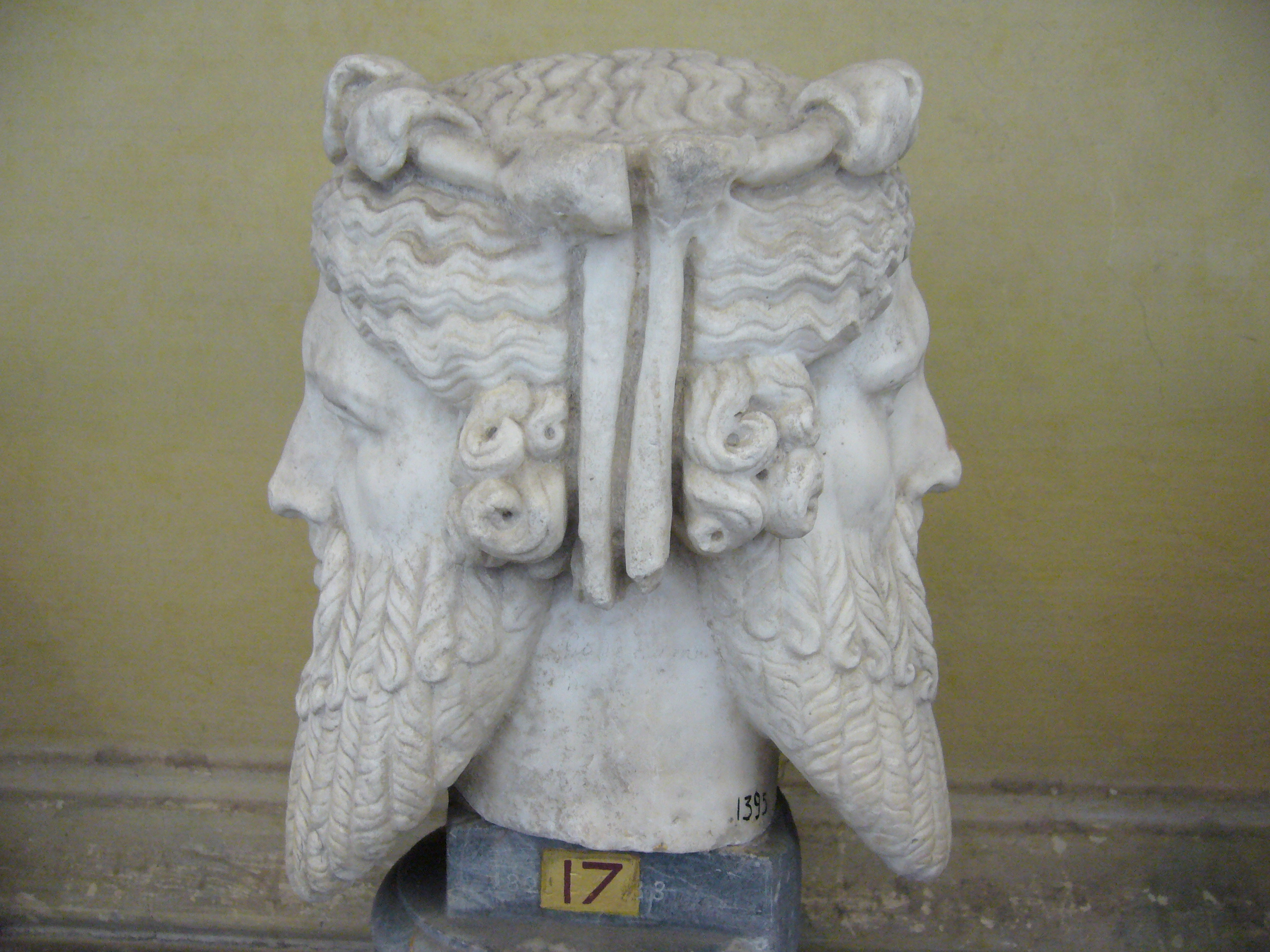
ژانوس مضاعف، خدای رومی زمان، نمادی بسیار قدیمی از دوگانگی در فهم جهان است.

در دوگانه‌گرایی فلسفی، ذهن با بدن در تضاد است، اما در زمان‌های مختلف، جنبه‌های مختلف ذهن مرکز توجه بوده‌است. در دوره‌های کلاسیک و قرون وسطایی، این عقل بود که تصور می‌شد به وضوح در برابر یک عنصر مادی قرار دارد.

### زرتشت
زرتشت یکی از چهره‌های مهم تاریخ ادیان جهانی است که به دلیل یکتاپرستی آشکار (خدایی، که او را اهورامزدا یا «پروردگار حکیم» خوانده‌است) و همچنین دوگانه‌انگاری ادعایی وی (مشهود در تمایز آشکار بین نیروهای نیک و نیروهای شر) مورد توجه دانشمندان بوده‌است. زرتشت پرستش خدایان متعدد را که تا آن زمان در ایران وجود داشت را اصلاح کرد و به نوعی دین یکتاپرستانه تبدیل کرد و نوعی دوگانه‌انگاری و فرجام‌شناسی را پشتیبان اخلاق قرار داد. بدین وسیله زرتشت دین کهن را کاملاً به دین تازه‌ای تبدیل کرد. در یکی از متون گات‌ها، روح مطلق خیر (سپنتا مینیو) و روح مطلق شر، «همزاد» نامیده می‌شوند و آن گاه امر می‌شوند که خیر و شر را به ترتیب «انتخاب» کنند. مطابق گفتهٔ پاره ای از محققان این متن نشان می‌دهد که دو روح دارای یک منشأ هستند و روح شر به دلیل انتخاب، شر شده‌است. اما مطابق گفتهٔ پاره ای دیگر از محققان کلمه «همزاد» شاید صرفاً دال بر نوعی توازی است، این محققان خاطرنشان می‌کنند که این دو روح از ابتدا یکی نمایندگی خیر را بر عهده داشته و دیگری نمایندگی شر را. (در واقع گات‌ها به وضوح میان انتخاب شر و اینکه به لحاظ طبیعی چیز شر باشد، تفکیک قائل نمی‌شوند). به هر تقدیر، روح شر در اصطلاح گات‌ها متضاد با روح خیر است اما نه مستقیماً متضاد با اهورامزدا؛ بنابراین، شاید اهورامزدا در دوره‌های اولیه زرتشتی فراتر از آن کارزار (خیر و شر) بوده‌است. دین زرتشت شاید اولین دین توحیدی و تأکید آن بر دوگانه‌انگاری باشد. به عبارت دیگر آیین زرتشت شامل هر دو ویژگی توحیدی و دوگانه‌انگاری است. گراردو نیولی ادیان‌شناس ایتالیایی عقیده دارد که زرتشت کسی است که با تبلیغ یکتاپرستی و ستایش اهورامزدا و رد پرستش دیوان تأثیر شگرفی بر تحول ادیان ایرانی گذاشت. زرتشت از نظر نیولی در تقابل با کیش قربانی قرار داشت و می‌کوشید معنویت اخلاقی را که از سویی توحیدی و از سوی دیگر دوگانگی بود جایگزین این اعمال کند. دوگانگی زرتشت دوگانگی مابین اشه (راستی) و دروگ (دروغ) بود، نه دوگانگی مابین اهورامزدا و اهریمن. از نظر نیولی این ثنویت بعدها وجهی الاهیاتی یافت که احتمالاً مغان مسئول آن بودند.

### افلاطون
دوگانه‌انگاری روان‌شناختی افلاطون: در واقع، با دوگانه‌انگاری مابعدالطبیعی او مطابق است. او در رساله تیمائوس می‌گوید: «در میان همه چیزها، روح یگانه چیزی است که دارای خرد است، ولی روح نادیدنی است، در حالی که آتش و آب و خاک و هوا طبیعتاً اجسام دیدنی هستند.» افلاطون، نخستین کسی بود که نفس را از هر جهت، غیر جسمانی دانست، و هر گونه نظری که بر حسب آن، بتوان نفس را به عنصری یا ترکیبی از عناصر تأویل کرد، و از این راه، جنبه روحانی و فوق طبیعی نفس را انکار داشت، در فلسفه او مردود شناخته شد.
از مشکلات دوگانه‌انگاری افلاطونی این است که او روح‌ها را زندانی شده در جسم می‌یابد، اما هیچ نمی‌گوید که چه چیزی است که یک روح را به یک جسم پیوند داده‌است. تفاوت آن‌ها در ذات، این پیوند را به یک راز تبدیل می‌کند.

### ارسطو
ارسطو نیز در کتاب معروف خود دربارهٔ نفس در ارزیابی نظرات مختلف فلاسفه دربارهٔ نفس، خاطرنشان می‌کند که بیشترین اختلاف، بین فلاسفه‌ای است که اصول و عناصر نفس را جسمانی می‌شمرند، و کسانی که آنها را غیر جسمانی می‌دانند. او خود را در شمار افلاطونیان قرار می‌دهد و معتقد است جوهر بدن، دارای حیات است و مبدأ این حیات، نفس (پسوخه) نامیده می‌شود. اما بدن نمی‌تواند نفس باشد، زیرا بدن حیات نیست، بلکه چیزی است که حیات دارد.

### دکارتی
دکارت به جداسازی ذهن و جسم اعتقاد داشت. ذهن یا نفس جدا از جسم می‌تواند به حیات خود ادامه دهد و من واقعی و من انسانی همان ذهن است، دکارت با جداسازی ذهن و جسم مفهوم جدیدی را وارد فلسفه غرب نمود. این جدایی میان ذهن و بدن یا روح و جسم به دوگانه انگاری دکارتی مشهور است. به اعتقاد دکارت، در واقعیت هستی، دو نوع جوهر اصلی وجود دارد: ماده معمولی که ویژگی اصلی آن، امتداد در فضا می‌باشد، یعنی طول، عرض و ارتفاع داشته، مکان معینی را در فضا اشغال می‌کند؛ و جوهر دیگری که ویژگی ذاتی آن عمل اندیشیدن است. مدعای این دیدگاه آن است که هر ذهنی، جوهری مستقل از بدن است، از این رو، این دیدگاه را «دوگانه‌انگاری جوهری» می‌نامند.
در آغاز قرن بیستم، دیدگاه دکارت به دو دلیل عمده مورد حمله قرار گرفت:اول: ظهور نظریه تحقیق‌پذیری معنا و مکتب پوزیتویسم منطقی که بر اساس آن هر امری که به شیوه تجربی تحقیق‌پذیر نباشد، غیرواقعی انگاشته می‌شد. دوم: موارد نقضی که از سوی طیفی از نظریه‌های علمی و فلسفی بر دیدگاه دکارت مطرح شد. این اعتراضات سبب شد برخی از اندیشمندان، تقریرهای رقیق‌تری از دوگانه‌انگاری همچون دوگانه‌انگاری عامه‌پسند و دوگانه‌انگاری خاصه‌ای را مطرح نمایند.
دوگانه‌انگاری عامه‌پسند
هر شخصی، یک «روح در ماشینِ» تمام‌عیار است که ماشین، همان جسم اوست و روح، جوهری معنوی است که ساختار درونی آن کاملاً با ماده فرق دارد، اما با این وجود، کاملاً امری مکانی است. ذهن در سر با مغز در تماس است و چه بسا تأثیر آنها بر یک‌دیگر در قالب تبادل انرژی انجام می‌گیرد.
دوگانه‌انگاری خاصه‌ای
هیچ جوهری ورای مغز نیست، اما مغز دارای مجموعه‌ای از خواص است که هیچ شیء فیزیکی دیگری، واجد آنها نیست. به بیان دیگر، این خواص ویژه مغزند که غیرفیزیکی‌اند، نه خود مغز. خواص مزبور عبارتند از: درد داشتن، احساس رنگ، اندیشیدن، میل داشتن و غیره، مقصود از غیر فیزیکی بودن این ویژگی‌ها نیز آن است که هرگز نمی‌توان آنها را در قالب مفاهیم متعارف علوم فیزیکی تبیین نمود.

### نقد دوگانه‌انگاری ذهن و بدن

#### عدم امکان پژوهش علمی
دوگانه‌انگاری در فهم ماهیت ذهن حقیقتاً کمکی به ما نمی‌کند، همهٔ آنچه دوگانه‌انگاری می‌گوید این است که در یکایک ما جوهری غیرمادی هست که فکر می‌کند، خواب می‌بیند و …. ولی فیزیکالیست‌ها مدعی شده‌اند که ذهن غیرمادی را نمی‌توان بی‌واسطه محل پژوهش قرار داد و مخصوصاً نمی‌توان در مورد آن پژوهش علمی کرد، زیرا علم تنها با جهان مادی سروکار دارد؛ همهٔ آنچه که ما می‌توانیم بررسی کنیم آثار و معلول‌های آن ذهن غیرمادی در جهان است.

#### فرگشت
بسیاری، نظریهٔ فرگشت را که در آن گفته می‌شود آدمیان از اَشکال ساده‌تر حیات پدید آمده‌اند، قبول دارند؛ اما پیروان نظریه دوگانه‌انگاری به‌دشواری (دلیلی) می‌توانند توضیح دهند که چگونه چنین چیزی ممکن بوده‌است. احتمالاً اشکال بسیار سادهٔ حیات مانند آمیب‌ها ذهن ندارند، حال آنکه آدم‌ها و احتمالاً برخی از حیوانات برتر دارای ذهن هستند؛ پس چگونه ممکن است آمیب‌ها باعث پیدایش موجوداتی واجد ذهن شده باشند؟ این جوهر ذهنی از کجا به شکلی خلق‌الساعه (پیدایش خودبه‌خودی جانداران از ماده) توانسته‌است پدید آید؟ چرا تکامل ذهن چنین توازی تنگاتنگی با تکامل مغز دارد؟

#### چگونگی تعامل بین ذهن و بدن
جدی‌ترین مشکل پیروان مکتب دوگانه‌انگاری این است که توضیح دهند دو جوهر ذهن و بدن که تا این پایه با هم تفاوت دارند چگونه ممکن است با یکدیگر تعامل داشته باشند. مثلاً آسیب شدید به مغز منجر به نارسایی روانی یا ذهنی می‌شود. اگر ذهن و بدن حقیقتاً مجزا از یکدیگرند، چرا آنچه بیان شد، رخ می‌دهد؟
بسیاری از دوگانه‌انگارها اصلاً وجود چنین تعاملی را حاشا می‌شوند. ایشان دلیل آورده‌اند که اگرچه هم ذهن و هم بدن وجود دارند اما در واقع میان آن‌ها تعاملی در کار نیست. این رأی کمابیش نزدیک به دوگانه‌انگاری موازی معروف است. بدین معنی که ذهن و بدن به موازات هم عمل می‌کنند، درست مثل دو ساعت که به‌طور هماهنگ تنظیم شده‌اند و هر دو یک زمان را نشان می‌دهند.

#### دوگانه‌انگاری با اصل علمی بنیادی منافات دارد
دانشمندان فیزیکالیسم قائلند که هر تغییری در شیء را می‌توان برحسب رخداد مادی پیشینی توضیح داد: علل همهٔ رخدادهای مادی خودشان مادی هستند. بر اساس این رویکرد، حال اگر فکر محض که فعالیت ذهن است، بتواند منجر به عمل شود، در آن صورت پاره‌ای رخدادهای صرفاً ذهنی باید مستقیماً منجر به رخدادهایی مادی گردند.

#### نظریه نفی‌کننده،نظریه این‌همانی ذهن
برمبنایِ آن، حالت‌ها و فرایندهایِ ذهن، همان حالت‌ها و فرایندهای مغزند. به‌طورِ مثال، زمانی که چیزی را می‌بینید یا دردی را تجربه می‌کنید، این حالت‌هایِ ذهنی باعثِ فعالیت‌هایِ مغزی می‌شوند. برمبنایِ نظریهٔ این‌همانی، این‌گونه نیست که این حالت‌ها چیزی فراتر از فعالیت‌هایِ مغزی باشند و فقط با آن فعالیت‌ها همراه شده باشند، بلکه این حالت‌هایِ ذهنی دقیقاً همان حالت‌هایِ مغزی هستند.

#### نظریه نفی‌کننده،فیزیکالیسم
فیزیکالیسم نگرشی است دایر بر اینکه رخدادهای ذهنی را می‌توان به نحو تام و تمام برحسب رخدادهای مادی یا جسمانی (معمولاً رخدادهایی که در مغز صورت می‌گیرد) توضیح داد. فیزیکالیسم برخلاف دوگانه‌انگاری ذهن/بدن که قائل به وجود دو جوهر اصلی است، صورتی از یگانه‌انگاری است؛ مطابق این نگرش تنها یک قسم جوهر وجود دارد و آن هم جوهر مادی است. فلاسفهٔ فیزیکالیست سعی ندارند به‌دقت معلوم کنند که چگونه وضعیت‌های مغزی با افکار مطابقت دارند؛ این کار به عهدهٔ عصب‌روان‌شناسان و سایر دانشمندان است. مشغلهٔ این فلاسفه عمدتاً به ثبوت رساندن این معناست که همهٔ رخدادهای ذهنی مادی هستند و بنابراین، دوگانه‌انگاری ذهن و بدن باطل است.

#### نظریه نفی‌کننده،دوگانه‌انگاری طبیعی‌گرایانه
دوگانگی طبیعت‌گرایانه نظریه ای است که توسط دیوید چالمرز (زاده ۱۹۶۶) در ارتباط با فلسفه ذهن طرح شده‌است. به عبارت ساده، این موضع را نشان می‌دهد که باید یک توضیح طبیعی‌گرایانه (به‌طور خلاصه، علمی) برای جنبه ذهنی آگاهی داده شود، نه یک توضیح فراطبیعی مانند روح یا جان.

### دوگانه‌انگاری ویژگی‌ها
یکی از رویکردهای مربوط به تجربه خوداگاه در فلسفه ذهن است. عده‌ای از فیلسوفان معتقدند که فقط جوهر واحدی وجود دارد که فیزیکی است ولی دو ویژگی اساساً متفاوت دارد: ویژگی‌های فیزیکی و ویژگی‌های ذهنی.

## دوگانه‌انگاری فلسفی، اثر متقابل

### تعامل‌گرایی (فلسفه ذهن)
نظریه ای در فلسفه ذهن است که معتقد است ماده و ذهن دو ماده مجزا و مستقل هستند حرکت جوهری که اثرات سببی بر یکدیگر می‌گذارند.

### همایندگرایی
همایندگرایی، پی پدیدار باوری، یا شبه پدیدارگرایی در فلسفه ذهن، نظریه‌ای است که می‌گوید پدیده‌های ذهنی (احساسات و ترس باورها و …) در فرد صرفاً نتیجه و اثر بعدی یا ثانوی (پی‌پدیدار) فرایندهای مادی در مغز و نظام عصبی است یا هر دوی آنها نتیجهٔ یک عامل مشترک هستند. یعنی مثلاً وقتی ضربان قلب تند می‌زند و حس ترس می‌آید برای مثال ممکن است ناشی از یک عامل ترسانندهٔ بیرونی می‌باشد. شبه پدیدارگرایی دیدگاهی در فلسفه ذهن است که برخی یا همه حالات ذهنی شبه پدیدارند یعنی تبعی و سایه وار هستند. شبه پدیدارگرایی منکر هرگونه تأثیر ذهن بر بدن است اما علیت بدن را به ذهن می‌پذیرد. برخی از تقریرهای شبه پدیدار انگاری همه حالات ذهنی را از لحاظ علّی عقیم می‌دانند و برخی تنها بعضی از حالات ذهنی را فاقد تأثیر علّی می‌دانند مانند کیفیات ذهنی.

### دوگانه‌انگاری موازی
مربوط به فلسفه ذهن است، موازی روانشناسی (یا به سادگی موازی بودن) نظریه‌ای است که حوادث ذهنی و جسمی کاملاً هماهنگ و بدون هیچ گونه تعامل علیت بین آنها است.

## انواع دیگر دوگانگی

### دوگانه‌انگاری اخلاقی
تأکید بر موجودیت دو واحد متضاد با یکدیگر است که یکی ریشه همه خوبی‌ها و دیگری ریشه همه بدی‌هاست.

#### مزدیسنا
از بهترین نمونه‌های شناخته شده دوگانگی اخلاقی دین مزدیسنا است که در آن اهورامزدا منشأ خوبی‌ها و اهریمن سرچشمه تمام بدی‌هاست.

#### دین یهودی
یهودیت دین یگانه‌پرستی است و پیدا کردن مواردی از ثنویت در آن نادر است. اما در طومارهای دریای مرده، به ویژه در متنی که به دستورالعمل انضباطی شهرت دارد، از تقابل دو نیروی خیر و شر، یعنی شاهزاده نور و شاهزاده تاریکی سخن به میان آمده‌است. این دو هیچ نقشی در آفرینش ندارند بلکه تنها تجسم دو اصل اخلاقی خیر و شر هستند.